# Бавор II из Стракониц
Бавор II из Стракониц (чеш. Bavor II. ze Strakonic) или Бавор Великий (чеш. Bavor Veliký; ум.  после 1279 года) — средневековый чешский феодал и государственный деятель из рода Баворов из Стракониц, высочайший маршалок Чешского королевства (1277—1279), зять короля Чехии Пршемысла Отакара II. Существенно перестроил замок Страконице.